# Doxato
Doxato (griechisch Δοξάτο (n. sg.)) ist seit 2011 eine Gemeinde in der nordostgriechischen Region Ostmakedonien und Thrakien. Die Gemeinde ist in zwei Gemeindebezirke unterteilt. Verwaltungssitz ist die gleichnamige Kleinstadt Kalambaki.

## Lage
Doxato liegt im Südwesten der Region Ostmakedonien und Thrakien und ist mit 242,919 km² deren kleinste Gemeinde. Angrenzende Gemeinden sind von Osten bis Südosten Kavala, im Südwesten Pangeo im Westen Prosotsani und Drama sowie im Norden Paranesti.

## Verwaltungsgliederung
Die Gemeinde wurde nach der Verwaltungsreform 2010 aus dem Zusammenschluss der ehemaligen Gemeinden Doxato und Kalambaki gebildet. Verwaltungssitz der Gemeinde ist die Kleinstadt Kalambaki. Die ehemaligen Gemeinden bilden seither Gemeindebezirke. Die Gemeinde ist weiter in 4 Stadtbezirke und 7 Ortsgemeinschaften untergliedert.
| Gemeindebezirk | griechischer Name            | Code   | Fläche (km²) | Einwohner 2011 | Stadtbezirke / Ortsgemeinschaften (Δημοτική / Τοπική Κοινότητα) | Lage |
| -------------- | ---------------------------- | ------ | ------------ | -------------- | --------------------------------------------------------------- | ---- |
| Doxato         | Δημοτική Ενότητα Δοξάτου     | 020202 | 161,796      | 8.943          | Agios Athanasios, Doxato, Kyria, Agora, Kefalari, Pigadia       |      |
| Kalambaki      | Δημοτική Ενότητα Καλαμπακίου | 020201 | 081,123      | 5.573          | Kalambaki, Agia Paraskevi, Kalamonas, Nerofraktis, Ftelia       |      |
| Gesamt         | Gesamt                       | 0202   | 242,919      | 14.516         |                                                                 |      |